# Kaštelanec
Kaštelanec is een plaats in de gemeente Jalžabet in de Kroatische provincie Varaždin. De plaats telt 427 inwoners (2001).